# No.1 Sentai Gozyuger
No.1 Sentai Gozyuger (ナンバーワン戦隊ゴジュウジャー, Nanbā Wan Sentai Gojūjā; Esquadrão Nº 1 Gozyuger) é uma série de televisão do gênero tokusatsu, sendo a 49ª série da franquia Super Sentai, e a sexta da era Reiwa, servindo como comemoração dos 50 anos da franquia.
Essa é a primeira série da franquia ter como temática Battle Royale, anéis e também combinou animais pré-históricos com fictícios.
A série foi estreada em 16 de fevereiro de 2025, assim, juntando-se a Kamen Rider Gavv no bloco de tokusatsu,Super Hero Time na TV Asahi após o fim de Bakuage Sentai Boonboomger.

## Enredo
A "Guerra do Universo" foi um mega conflito que envolveu as 49 equipes de Super Sentai anteriores e seus mechas contra a ameaça chamada de "A Calamidade". Prestes a serem derrotados, os Sentai sacrificam seus poderes, dessa forma, criando os "Anéis Sentai" para invocar o salvador supremo Tega Sword, aquele que destruiu a Calamidade, porém, isso fez com que o universo fosse destruído e recriado com os anos sendo espalhados pelo universo.
Tempo depois, cinco indivíduos da sociedade recebem os anéis de Tega Sword para se tornarem a 50ª equipe Super Sentai, os Gozyugers, que tem a tarefa de pegarem todos os Anéis Sentai (aquele que tiver todos terá seu desejo realizado), assim, uma competição se inicia não só entre o grupo, mas contra também a No One World Bridan, uma organização que também está na busca pelos anéis e dos "Guerreiros do Universos", pessoas que possuem acesso aos Sentai Rings, desse jeito, podendo usar o poder dos sentais anteriores.

## Produção
A série teve sua marca registrada pela Toei Company em 24 de outubro de 2024 e publicada em 1 de novembro de 2024.
Gozyuger foi anunciado oficialmente em 25 de dezembro de 2024. Um mês depois ocorreu uma conferência unindo o elenco principal com seus personagens e os cantores que performaram a abertura e encerramento da série e foi transmitida no Toei Tokusatsu Fan Club e Youtube apenas no dia 26 de Janeiro de 2025.
O produtor da série, Daigo Matsuura disse que mesmo Gozyuger tendo heróis de sentais anteriores como parte da comemoração, fez com que eles sejam retratados como Guerreiro do Universos; que funcionam como versões alternativas dos heróis original que são como rivais da equipe principal. O porquê disso foi para poder introduzir os heróis do passado sem a necessidade de contratar os atores originais, comparando o kaiju de Ultraman; Gomora, que foi interpretado por diferentes atores e é um dos personagens mais icônicos até hoje da franquia Ultra.
Mesmo sendo a 49ª série da franquia, os Gozyugers são considerados a 50ª equipe, pois, Lupinrangers e Patrangers são equipes distintas da 42ª série da franquia. Isso também ficaria de acordo com o novo plano da Toei de ao invés da série comemorativa ser em 2026, pois, a última série comemorativa foi Zenkaiger de 2021, decidiram mudar para 2025 que seria o ano que de fato a franquia realiza 50 anos contando com Gorenger, antes disso, essa junto de J.A.K.Q Dengekitai não eram incluídas nas comemorações antes de Ohranger.
Um dia antes da série lançar, foi criada uma competição chamada de "Design Your Red", na qual diversas pessoas do Japão criaram seus rangers vermelhos para que o vencedor aparecesse oficialmente na série. O vencedor foi anunciado no dia 18 de maio de 2025, sendo este um ranger com temática de origami criado por Luca; uma criança de 10 anos.

## Episódios
| Nº | Título | Diretor(a)       | Escritor(a      | Data de Transmissão     |
| --- | --- | ---------------- | --------------- | ----------------------- |
| 1 | "Salvador Nº1!" "Kyūseishu Nanbā Wan!" (Japonês: 救世主ナンバーワン！)                                                                          | Ryuta Tasaki     | Akiko Inoue     | 16 de fevereiro de 2025 |
| Hoeru Tono é um jovem que não possuí amigos ou família que acaba sendo pego no meio de um ataque da Bridan, invasores de outra dimensão. No meio disso, ele acaba se deparando com um anel que o faz se tornar o Gozyu Wolf e recebe a missão de pegar todos os Anéis Sentai na ordem de realizar seu desejo de "se tornar o número um". | |                  |                 |                         |
| 2 | "Pegue o Tesouro! Você é minha presa!" "Bundore Otakara! Ore no Emono da" (Japonês: ブン捕れお宝！俺の獲物だ)                                   | Ryuta Tasaki     | Akiko Inoue     | 23 de fevereiro de 2025 |
| Hoeru acaba sendo atacado por Natsume Tsutsumi, um colega de seu antigo trabalho que se revela ser um dos Guerreiros Universais, quem se transforma no Kuwagata Ohger, que é visto de longe por Rikuo Byakuya e Ryugi Bakugami, com esses dois sendo Gozyu Leon e Gozyu Tyranno, respectivamente. Mas, a proprietária do local onde Hoeru mora; Saori Ijima, acaba sendo absorvida por um No One Monster, então ele e os outros realizam uma disputa de caça ao tesoura para resgatar ela. | |                  |                 |                         |
| 3 | "O Don do Japão! Eu sou o Primeiro Ministro" "Nihon no Don! Watashi ga Sōri!" (Japonês: 日本のドン！私が総理！)                                 | Kyohei Yamaguchi | Akiko Inoue     | 2 de março de 2025      |
| O Primeiro Ministro do Japão, Tokonatsu Atami, é descoberto também ser um dos portadores do anéis, dessa forma, podendo virar Don Momotaro. Enquanto Hoeru tenta deter ele, aparece uma mulher misteriosa chamada de Sumino Ichikawa. | |                  |                 |                         |
| 4 | "Hora da Festa ☆ O Senhor Sonhador" "Pāryi Taimu ☆ Yumemiru Jijii" (Japonês: パーリィタイム☆夢見るじじい)                                       | Kyohei Yamaguchi | Akiko Inoue     | 9 de março de 2025      |
| Um homem idoso de 87 anos chamado Joji Takehara faz um pacto com Tega Sword para poder se tornar uma pessoa festeira, dessa forma, ele rejuvenesce e se torna Kinjiro Takehara. Com essa nova identidade, ele tenta estudar numa escola, assim, acabando tendo contato com seu neto Futoshi e consegue se transformar no Gozyu Eagle. | |                  |                 |                         |
| 5 | "Recupere Sua Alma! Saia dos Bastidores, Intrometida!" "Torimodose Sōru! Sumi ni Okenai Osekkai" (Japonês: 取り戻せ魂！スミにおけないお節介)    | Katsuya Watanabe | Akiko Inoue     | 23 de março de 2025     |
| Sumino é revelada ser a quinta Gozyuger para realizar seu desejo para se vingar de quem sequestrou sua irmã mais nova, mas ela vai fazer isso se nem consegue engatar? | |                  |                 |                         |
| 6 | "A Batalha Final! A Grande Aventura no Castelo Tokonatsu" "Kessen! Tokonatsu-jō no Dai Bōken" (Japonês: 決戦！常夏城の大冒険)                   | Katsuya Watanabe | Akiko Inoue     | 30 de março de 2025     |
| Após perder sua posição de primeiro ministro, Tokonatsu se junta a Bridan para desafiar os Gozyuger numa batalha valendo os aneis no Castelo Tokonatsu. | |                  |                 |                         |
| 7 | "Anime-se! Unam-se, Gozyugers!" "Kokoro Tokimeke! Kesshū, Gojūjā!" (Japonês: 心ときめけ！結集、ゴジュウジャー！)                                | Hiroyuki Katō    | Akiko Inoue     | 6 de abril de 2025      |
| Um homem misterioso chamado de Meguru Osai que se considera um "Arqueologo de Sentai" aparece no local onde Hoero, Ryugi e Kinjiro estão. Eles recebem missões na qual quem concluir, ganhará os Anéis Sentai. | |                  |                 |                         |
| 8 | "O Caçador de Anéis, Que Flutua entre O Bem e o Mal" "Seija Yurameku, Yubiwa no Karyūdo" (Japonês: 正邪ゆらめく、指輪の狩人)                    | Hiroyuki Katō    | Akiko Inoue     | 13 de abril de 2025     |
| Meguru é derrotado por um caçador de anéis misterioso, o qual é a carta na manga da rainha de Bridan, Por outro lado, Hoeru finalmente se encontra com seu irmão, Kuon, que foi perdido no No One World por anos. | |                  |                 |                         |
| 9 | "O Lobo Inquebrável!" "Anbureikaburu Urufu" (Japonês: アンブレイカブル・ウルフ)                                                                 | Ryuta Tasaki     | Akiko Inoue     | 20 de abril de 2025     |
| Hoeru sai dos Gozyugers, então, acaba trabalhando como mordomo numa cafeteria. Enquanto isso, Kuon visita a Vila do Tega Sword e se encontra com os quatro Gozyuger. O que será que ele está planejando? | |                  |                 |                         |
| 10 | "Vamos em Frente! A Era Showa chegou!" "Ikeike Dondon! Shōwa ga Kita!" (Japonês: イケイケドンドン！昭和が来た！)                                | Ryuta Tasaki     | Akiko Inoue     | 27 de abril de 2025     |
| O Showa No One faz a cidade inteira ficar no estilo da era Showa, numa forma de não aceitar a era Reiwa, forçando Sumino e Kinjiro a se juntaram na sua Batalha do Nº1. Enquanto isso, Meguru retorna, mas pilotando um Black Daizyuzin. | |                  |                 |                         |
| 11 | "Libere sua Fera! O Mestre das Feras Toca Sua Flauta!""Tokihanate Yasei! Yajū-tsukai ga Fue o Fuku" (Japonês: 解き放て野生！野獣遣いが笛を吹く) | Koichi Sakamoto  | Tatsuto Higuchi | 4 de maio de 2025       |
| Rikuo luta contra dois novos portadores do anel, Vul Eagle e Zyuoh Eagle. Também temos a aparição do "peregrino domador de animais", Gaia Todoroki, que chega na Vila do Tega Sword. Sua real identidade é de Gao Red, outro guerreiro do anel. Enquanto isso, um No One chamado de Onigokko No One aparece na cidade, dessa forma, Rikuo e Gaia decidem fazer uma Batalha Nº 1. Durante a batalha, Hoeru começa a agir de forma estranha.                                                 | |                  |                 |                         |
| 12 | "Ruja! Demônio!" "Jaki, Hoeru!!" (Japonês: 邪鬼、吼える！！)                                                                                    | Koichi Sakamoto  | Tatsuto Higuchi | 11 de maio de 2025      |
| A "besta de um chifre" que Gaia está procurando veio do Onigokko No One. Gaia pua no No One que possuiu sua esposa, Runa, mas sofre muito no processo. Gaia então está passando por recuperação, enquanto Rikuo descobre seu "real deseo" e começa a falar sobre seu passado secreto. Rikuo decide ajudar Gaia na luta contra o No One. | |                  |                 |                         |
| 13 | "A Velocidade da Empregada! As Maneiras de Ryugi!" "Kaseifu Gekisō! Ryūgi no Manā" (Japonês: 家政婦激走！竜儀の流儀)                            | Kenshin Tanimoto | Akiko Inoue     | 11 de maio de 2025      |
| Uma nova guerreira do universo aparece, mas, ela era a empregada de Ryugi e quer traze-lo de volta para casa. | |                  |                 |                         |
| 14 | "O Servo Sagrado e a Lenda do Tega Sword!" "Shinsei Jūsha to, Tega Sōdo Densetsu!" (Japonês: 神聖従者と、テガソード伝説！)                      | Kenshin Tanimoto | Akiko Inoue     | 25 de maio de 2025      |
| Shoko ao se preocupar muito cm Ryugi, ela acaba se tendo uma forma berserker de Red Racer, enquanto tem um passado inesquecível entre os dois. Ryugi se recorda de como encontrou o lendário Tega Sword. | |                  |                 |                         |
| 15 | "Parem a Noiva June!" "Sutoppu Za Jūn Buraido" (Japonês: ストップ・ザ・ジューンブライド)                                                        | Ryuta Tasaki     | Akiko Inoue     | 1 de junho de 2025      |
| Junho chega, dessa forma, a Bridan bola um novo plano! Sr. Shining Knife e Sra. Sweet Cake vão para a Vila do Tega Sword sob ordens da Tega June. Fire Candle vai para uma causa mal assombrada, dessa forma, se depara com Hoeru e os outros. Bouquet se encontra com seu ídol "favorito", Rikuo, num jardim de flores...!? E Tega June se casa com Tega Sword! Se o casamento rolar, o mundo todo irá cabar.. O que a Bridan quer?                                                       | |                  |                 |                         |
| 16 | "O Verdadeiro Salvador Nº1!" "Shin Kyūseishu Nanbā Wan!" (Japonês: 真・救世主ナンバーワン！)                                                    | Ryuta Tasaki     | Akiko Inoue     | 8 de junho de 2025      |

## Filmes

### Filme de verão
Gozyuger terá um filme previsto para lançar em 25 de julho de 2025 junto com o filme de Kamen Rider Gavv.

## Episódios especiais
- Super Sentai Universe War: No.1 Sentai Gozyuger Episode 0 (スーパー戦隊・ユニバース大戦 〜ナンバーワン戦隊ゴジュウジャー Episode 0〜, Sūpā Sentai Yunibāsu Taisen Nanbā Wan Sentai Gojūjā Episōdo Zero): Uma websérie prequela lançada no YouTube em 2 de fevereiro de 2025. O curta mostra a Guerra do Universo e como Tega Sword e os Anéis Sentai foram criados.
- No.1 Sentai Gozyuger: Anniversary Discussion (ナンバーワン戦隊ゴジュウジャー アニバーサリー討論会, Nanbā Wan Sentai Gojūjā Anibāsarī Tōronkai): Uma websérie lançada em 9 de fevereiro de 2025 que conta com o crossover de personagens de Kamen Rider e outras séries de Super Sentai como Masahiro Inoue, Ryota Ozawa, Kiita Komagine e Seiichiro Nagata que reprisram seus papéis de Kamen Rider Decade, Gokai Red de Gokaiger, Zenkaizer de Zenkaiger e Kamen RIder Legend de Gotchard.
- A série tem foco numa discussão de comédia sobre o fato de Gozyuger serem a 50ª equipe, mesmo sendo a 49ª série.
- Gozyuger Supplementary Plan: No.1 Confession Room (ゴジュウジャー補ジュウ計画 ナンバーワン懺悔室, Gojūjā Hojū Keikau Nanbā Wan Zangeshitsu): Uma websérie lançada no Toei Tokusatsu Fan Club no dia 16 de março de 2025.[24]

## Elenco
| Ator / Atriz                   | Personagem            | Denominação         | Animal           |
| ------------------------------ | --------------------- | ------------------- | ---------------- |
| Mio Fuyuno                     | Hoeru Tono            | Gozyu Wolf          | Lobo             |
| Masakazu Kanda                 | Ryugi Bakugami        | Gozyu Tyranno       | Tiranossauro Rex |
| Jin Matsumoto Masaki Kobayashi | Kinjiro/Joji Takehara | Gozyu Eagle         | Águia            |
| Hideharu Suzuki                | Rikuo Byakuya         | Gozyu Leon          | Leão             |
| Maya Imamori                   | Sumino Ichikawa       | Gozyu Unicorn       | Unicornio        |
| Kaiki Kimura                   | Mashiro Kumade        | Gozyu Polar         | Urso Polar       |
| Karuma                         | Hisamitsu Tono/Kuon   | Ring Hunter Garyudo | Corvo (?)        |

### Vilões

#### No One World Bridan
No Ones são criaturas que possuem a forma dos desejos das pessoas e eles vivem no No One World.
- Combatant Ai
- Queen Tega June, dubladora: Yukana (ゆかな)
- Sr. Shining Knife, dublador: Tomokazu Sugita (杉田 智和, Sugita Tomokazu)
- Sra. Sweet Cake, dubladora: Reina Ueda (上田 麗奈, Ueda Reina)
- Fire Candle: Daisuke Sambongi (三本木 大輔, Sanbongi Daisuke)
- Bouquet: Marupi (まるぴ)
- Hisamitsu Tono/Kuon/Ring Hunter Garyudo: Karuma (カルマ)

### Aliados

#### Cafe Half Century / Vila do Tega Sword
- Aoi Ijima: Kōki Yuda (湯田 幸希, Yuda Kōki)
- Saori Ijima: Noriko Nakagoshi (中越 典子, Nakagoshi Noriko)

### Mecha
- Tega Sword, Narrador: Yuki Kaji (梶 裕貴, Kaji Yūki)
- Goode Burn, BearKuma50 : KENN

### Narrador
- Voz de batalha: Wataru Komada (駒田 航, Komada Wataru)

### Elenco convidado
- Kuwagatta Ohger / Natsume Tsutsumi (1, 2 e 7): Haruhi Iuchi (井内 悠陽, Iuchi Haruhi)
- Don Momotaro / Tokonatsu Atami (3-6): Kou Nanase (七瀬 公, Nanase Kō)
- Ele mesmo (5): Kumamon (くまモン)
- Gao Red / Gaia Todoroki (11, 12): Yūichi Nakamura (中村 優一, Nakamura Yūichi)
- Vul Eagle / Kawashima (11): Catcher Nakazawa (キャッチャー中澤, Kyatchā Nakazawa)
- Zyuoh Eagle / Iwashita (11): Ryuma Hashido (橋渡 竜馬, Hashido Ryūma)
- Red Racer / Shoko Yamori (13, 14): Rima Matsuda (松田 リマ, Matsuda Rima)
- Senhor (13): Akira Sakamoto (坂本 あきら, Sakamoto Akira)

## Músicas
Tema de abertura
- "Winner! Gozyuger!" (WINNER！ゴジュウジャー！, Winā! Gojūjā!)
  - Letra e Composição: Tamaya 2060% (玉屋2060％, Tamaya Nisen-rokujuppāsento)
  - Arranjo e Artista: Wienners

Insert Song
- "Ai ga Seigi" (愛が正義)
  - Artista: Hironobu Kageyama
  - Letra: Masao Urino
  - Composição e Arranjo: Cher Watanabe

Tema de encerramento
- "Biribiri Be-lie-ving" (ビリビリBe-lie-ving, Biribiri Birībingu)
  - Artista: Miyu Kaneko (金子 みゆ, Kaneko Miyu)
  - Letra: Shoko Fujibayashi (藤林 聖子, Fujibayashi Shōko)
  - Composição e Arranjo: Mio Kimura

Temas de Personagem
- "TegaSword Sanka" (テガソード讃歌, Tegasōdo Sanka)
  - Artista: Masakazu Kanda (神田 聖司) (Ryuki Bagukami/GozyuTyranno)
  - Letra: Akiko Inoue
  - Composição e Arranjo: Kan Sawada
- "Yasei No Kan" (野生のカン)
  - Artista: Hideharu Suzuki (鈴木 秀脩) (Rikou Byakuya/GozyuLeon)
  - Letra: Neko Oikame
  - Composição e Arranjo: Komorita Minoru (コモリタミノル)
- "Party People Ondo" (パーリーピーポー音頭, Pārī Pīpō Ondo)
  - Artista: Jin Hashimoto (松本 仁)
  - Letra, Composição e Arranjo: Raizo.W
- "Hibiki no Sarabe" (響の調べ) (Luna Version)
  - Artista: Sena
  - Letra: Yoshie Isogai
  - Composição: Yoshihide Tsuge
  - Arranjo: Koji Mizuguchi
    - Essa música era originalmente de Hyakujuu Sentai Gaoranger.

## Transmissão no Japão e afora
- No Japão, a série é transmitida no canal de TV, TV Asahi, mesma emissora na qual passa Kamen Rider Gavv, sendo transmitida todo sábado de manhã ás 9:30 desde 16 de fevereiro de 2025. Também é transmitida em outras redes associadas a ANN. A série também é transmitida no canal oficial de Super Sentai no Youtube, apenas uma hora e meia depois da transmissão na TV.
- O primeiro país a receber a série internacionamente fora o Japão foi a Tailândia, tendo sua estreia no canal do YouTube; Cartoon Club, no dia 1 de março de 2025 para os membros do Japão com legenda em tailandês e no dia 8 de março para o público geral. A partir de 15 de março, a série começou a ser dublada no idioma nacional, porém, apenas para membros, só no dia 22 de março do mesmo ano que começou a ser publicado para o público geral.[25]